# HD 189733 b
HD 189733 b là một hành tinh ngoài Hệ Mặt Trời cách Hệ Mặt Trời khoảng 63 năm ánh sáng trong chòm sao Hồ Ly. Hành tinh này được phát hiện quay quanh ngôi sao HD 189733 A vào ngày 5 tháng 10 năm 2005, khi các nhà thiên văn ở Pháp quan sát hành tinh này quá cảnh trên bề mặt của ngôi sao. Với khối lượng cao hơn 13% so với Sao Mộc, HD 189733 b quay quanh ngôi sao chủ của nó cứ sau 2,2 ngày với tốc độ quỹ đạo 152,5 kilômét trên giây (341.000 mph), làm cho nó trở thành một Sao Mộc nóng với triển vọng kém cho Sự sống ngoài Trái Đất. Là Sao Mộc nóng nhất gần nhất với Trái Đất, HD 189733 b là một chủ đề để kiểm tra khí quyển trên diện rộng. Bầu khí quyển của HD 189733 b đã được nghiên cứu rộng rãi thông qua các thiết bị có độ phân giải cao và thấp, cả từ mặt đất và không gian. HD 189733 b là hành tinh ngoài hệ mặt trời đầu tiên được xây dựng bản đồ nhiệt, có thể được phát hiện thông qua phân cực , để xác định màu tổng thể của nó (màu xanh đậm), để phát hiện quá cảnh trong phổ tia X và để phát hiện cacbon dioxide trong khí quyển của nó.
Vào tháng 7 năm 2014, NASA tuyên bố tìm thấy bầu khí quyển rất khô trên ba ngoại hành tinh (HD 189733 b, HD 209458 b, WASP-12b) quay quanh các ngôi sao giống như Mặt Trời.

## Phát hiện và khám phá

### Quang phổ chuyển tiếp và Doppler
Vào ngày 6 tháng 10 năm 2005, một nhóm các nhà thiên văn học đã công bố phát hiện hành tinh quá cảnh HD 189733 b. Hành tinh này sau đó được phát hiện bằng quang phổ Doppler. Các phép đo vận tốc xuyên tâm thời gian thực đã phát hiện ra hiệu ứng Rossiter của McLaughlin do hành tinh đi qua phía trước ngôi sao của nó trước khi các phép đo trắc quang xác nhận rằng hành tinh này đang đi qua. Năm 2006, một nhóm do Drake Deming dẫn đầu đã công bố phát hiện sự bức xạ nhiệt hồng ngoại mạnh từ hành tinh ngoại hành tinh quá độ HD 189733 b, bằng cách đo sự suy giảm thông lượng (giảm tổng ánh sáng) trong khi nhật thực thứ cấp nổi bật (khi hành tinh đi sau ngôi sao).

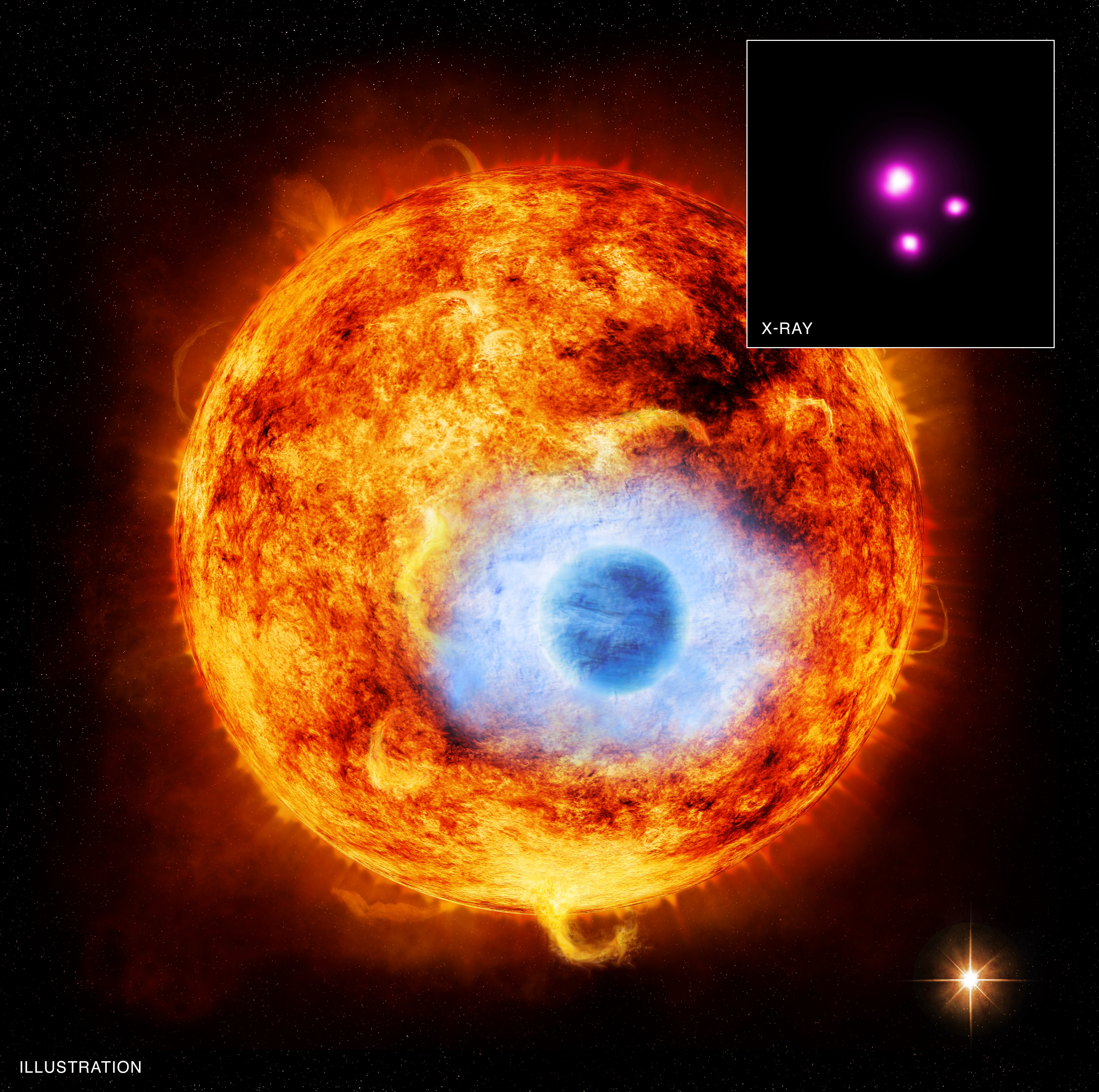
Hình ảnh cho thấy: Bầu khí quyển của HD 189733b bị bốc hơi nhanh chóng

Khối lượng của hành tinh được ước tính lớn hơn 13% so với Sao Mộc, với hành tinh hoàn thành quỹ đạo quanh ngôi sao chủ của nó cứ sau 2,2 ngày và tốc độ quỹ đạo là 152,5   km / s.

### Phổ hồng ngoại
Vào ngày 21 tháng 2 năm 2007, NASA công bố tin tức rằng Kính viễn vọng Không gian Spitzer đã đo quang phổ chi tiết từ cả HD 189733 b và HD 209458 b. Bản phát hành được phát hành đồng thời với việc phát hành công khai một số mới của tạp chí Thiên nhiên có chứa ấn phẩm đầu tiên về quan sát quang phổ của ngoại hành tinh khác, HD 209458 b. Một bài báo đã được gửi và xuất bản bởi Tạp chí Vật lý thiên văn. Các quan sát quang phổ của HD 189733 b được dẫn dắt bởi Carl Grillmair thuộc Trung tâm Khoa học Spitzer của NASA.

### Màu sắc nhìn thấy được
Năm 2008, một nhóm các nhà vật lý thiên văn dường như đã phát hiện và theo dõi ánh sáng khả kiến của hành tinh bằng phương pháp phân cực, đây sẽ là thành công đầu tiên như vậy. Kết quả này dường như được xác nhận và tinh chỉnh bởi cùng một đội vào năm 2011. Họ phát hiện ra rằng hành tinh albedo lớn hơn đáng kể trong ánh sáng xanh so với màu đỏ, rất có thể là do sự tán xạ Rayleigh và sự hấp thụ phân tử trong màu đỏ. Màu xanh của hành tinh sau đó đã được xác nhận vào năm 2013, sẽ khiến HD 189733 b trở thành hành tinh đầu tiên có màu sắc tổng thể được xác định bởi hai kỹ thuật khác nhau. Các phép đo trong ánh sáng phân cực này đã bị tranh chấp bởi hai nhóm riêng biệt sử dụng các phân cực nhạy hơn , với các giới hạn trên của tín hiệu phân cực được cung cấp trong đó.
Màu xanh của hành tinh có thể là kết quả của sự tán xạ Rayleigh. Vào giữa tháng 1 năm 2008, quan sát quang phổ trong quá trình vận chuyển của hành tinh bằng mô hình đó đã phát hiện ra rằng nếu hydro phân tử tồn tại, nó sẽ có áp suất khí quyển là 410 ± 30 mbar (0,1564 radii). Mô hình gần đúng của Mie cũng phát hiện ra rằng có một chất ngưng tụ có thể có trong khí quyển của nó, magiê silicat (MgSiO 3) với kích thước hạt khoảng 10 −2 đến 10 1 m. Sử dụng cả hai mô hình, nhiệt độ của hành tinh sẽ nằm trong khoảng từ 1340 đến 1540 K. Hiệu ứng Rayleigh được xác nhận trong các mô hình khác, và do thiếu tầng bình lưu, bóng mờ bên dưới bầu khí quyển bên ngoài. Trong vùng nhìn thấy của phổ, nhờ các mặt cắt hấp thụ cao, natri và kali nguyên tử có thể được nghiên cứu. Ví dụ, sử dụng máy quang phổ UVES độ phân giải cao trên VLT, natri đã được phát hiện trên bầu khí quyển này và các đặc điểm vật lý khác của bầu khí quyển như nhiệt độ đã được nghiên cứu.

### Phổ tia X
Vào tháng 7 năm 2013, NASA đã báo cáo những quan sát đầu tiên về quá cảnh hành tinh được nghiên cứu trong phổ tia X. Người ta phát hiện ra rằng bầu khí quyển của hành tinh chặn tia X nhiều gấp ba lần so với ánh sáng khả kiến.

### Bay hơi
Vào tháng 3 năm 2010, các quan sát quá cảnh sử dụng HI Lyman-alpha cho thấy hành tinh này đang bốc hơi với tốc độ 1-100 gigagram mỗi giây. Dấu hiệu này đã được tìm thấy bằng cách phát hiện ra ngoài vũ trụ của hydro nguyên tử. HD 189733 b là hành tinh thứ hai sau HD 209458 b mà sự bốc hơi khí quyển đã được phát hiện.

## Tính chất vật lý
Hành tinh này thể hiện một trong những độ sâu quá cảnh trắc quang lớn nhất (lượng ánh sáng của sao mẹ bị chặn) của các Hành tinh ngoài Hệ Mặt Trời cho đến nay được quan sát, khoảng 3%. Kinh độ của điểm nút lên trong quỹ đạo của nó là 16 độ +/- 8 so với hướng bắc-nam trên bầu trời của chúng ta. Nó và HD 209458 b là hai hành tinh đầu tiên được quan sát trực tiếp bằng quang phổ. Các ngôi sao mẹ của hai hành tinh này là những ngôi sao chủ hành tinh xuyên hành tinh sáng nhất, vì vậy những hành tinh này sẽ tiếp tục nhận được sự chú ý nhiều nhất của các nhà thiên văn học. Giống như hầu hết các sao Mộc nóng bỏng, hành tinh này được cho là bị khóa chặt với ngôi sao mẹ của nó, có nghĩa là nó có một ngày và đêm vĩnh viễn.
Hành tinh không dẹt, và có cả vệ tinh với hơn 0,8 bán kính của Trái Đất cũng không một hệ thống vòng như của sao Thổ.
Nhóm nghiên cứu quốc tế dưới sự chỉ đạo của Svetlana Berdyugina thuộc Đại học Công nghệ Zurich, sử dụng kính viễn vọng 60 cm KVA của Thụy Điển, đặt tại Tây Ban Nha, có thể nhìn thấy trực tiếp ánh sáng phân cực phản chiếu từ hành tinh này. Sự phân cực chỉ ra rằng bầu khí quyển tán xạ lớn hơn đáng kể (> 30%) so với cơ thể mờ đục của hành tinh nhìn thấy trong quá cảnh.
Bầu không khí lúc đầu tiên được dự đoán là "lớp pL", thiếu tầng bình lưu đảo nhiệt độ; như sao lùn kiểu L thiếu oxit titan và vanadi. Các phép đo tiếp theo, được thử nghiệm dựa trên mô hình tầng bình lưu, cho kết quả không kết luận. Ngưng tụ khí quyển tạo thành một đám mây 1000   km trên bề mặt như nhìn trong tia hồng ngoại. Một hoàng hôn nhìn từ bề mặt đó sẽ có màu đỏ. Tín hiệu natri và kali đã được dự đoán bởi Tinetti vào năm 2007. Đầu tiên bị che khuất bởi khói mù ngưng tụ, natri cuối cùng được quan sát thấy ở nồng độ gấp ba lần nồng độ của lớp natri HD 209458 b. HD 189733 cũng là hành tinh ngoài hệ mặt trời đầu tiên được xác nhận có carbon dioxide trong khí quyển.

### Bản đồ hành tinh

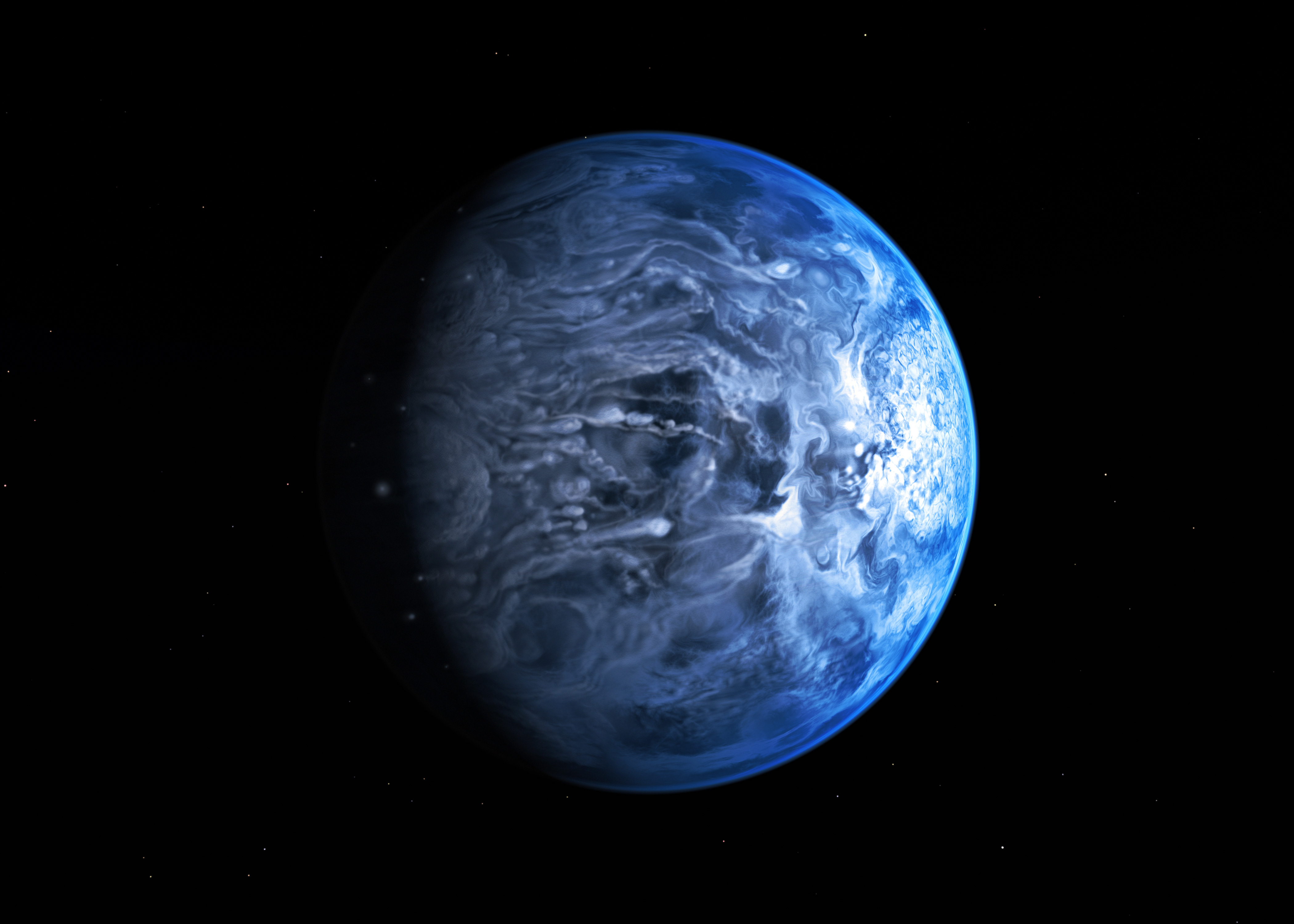
Quan niệm của một nghệ sĩ về HD 189733 b sau xác nhận năm 2013 về màu xanh của hành tinh bằng Kính viễn vọng Không gian Hubble. Vẻ ngoài màu xanh của HD 189733 b chưa được biết rõ.

Năm 2007, kính viễn vọng không gian Spitzer đã được sử dụng để lập bản đồ phát thải nhiệt độ của hành tinh. Hệ thống hành tinh + sao được quan sát trong 33 giờ liên tiếp, bắt đầu khi chỉ có mặt đêm của hành tinh được nhìn thấy. Trong quá trình một nửa quỹ đạo của hành tinh, ngày càng có nhiều phía xuất hiện. Phạm vi nhiệt độ từ 973 ± 33 K đến 1.212 ± 11 K đã được phát hiện, cho thấy năng lượng hấp thụ từ ngôi sao mẹ được phân phối khá đều qua bầu khí quyển của hành tinh. Vùng có nhiệt độ cao nhất được bù 30 độ về phía đông của điểm dưới sao, theo dự đoán của các mô hình lý thuyết của Sao Mộc nóng có tính đến cơ chế phân phối lại từ ngày sang đêm.

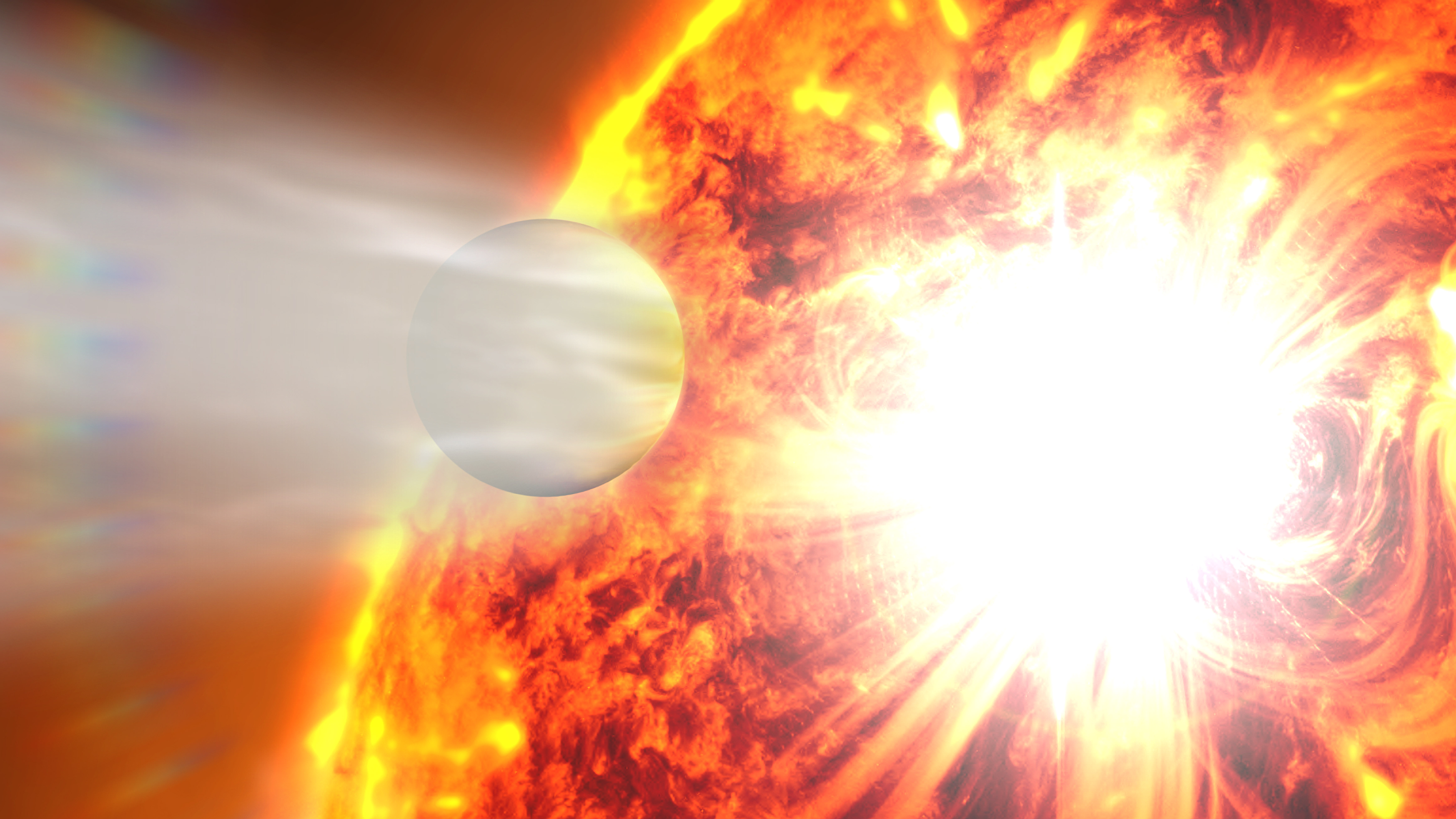
Ấn tượng của một nghệ sĩ về HD 189733 b cho thấy sự bốc hơi nhanh chóng của bầu khí quyển

Các nhà khoa học tại Đại học Warwick xác định rằng nó có sức gió lên tới 8.700 km/h (5.400 mph)     thổi từ phía ngày sang phía đêm. NASA đã phát hành bản đồ độ sáng của nhiệt độ bề mặt HD 189733 b; nó là bản đồ đầu tiên từng được công bố của một hành tinh ngoài mặt trời.

### Hơi nước, oxy và các hợp chất hữu cơ
Vào ngày 11 tháng 7 năm 2007, một nhóm do Jacanna Tinetti dẫn đầu đã công bố kết quả quan sát của họ bằng Kính viễn vọng Không gian Spitzer kết luận có bằng chứng chắc chắn về lượng hơi nước đáng kể trong bầu khí quyển của hành tinh. Các quan sát tiếp theo được thực hiện bằng Kính thiên văn vũ trụ Hubble xác nhận sự hiện diện của hơi nước, oxy trung tính và cả hợp chất hữu cơ metan. Sau đó, các quan sát của Kính viễn vọng Rất lớn cũng phát hiện ra sự hiện diện của carbon monoxit ở phía ngày của hành tinh. Hiện tại vẫn chưa biết làm thế nào khí mêtan có nguồn gốc khi nhiệt độ cao 700 °C của hành tinh sẽ khiến nước và khí mêtan phản ứng, thay thế khí quyển bằng carbon monoxide.

### Sự phát triển
Trong khi chuyển đổi hệ thống cũng thể hiện rõ ràng hiệu ứng Rossiterifer McLaughlin, sự dịch chuyển trong các vạch quang phổ ảnh do hành tinh này tạo ra một phần của bề mặt sao quay. Do khối lượng lớn và quỹ đạo gần của nó, ngôi sao mẹ có biên độ bán cực lớn (K), "chao đảo" trong vận tốc hướng tâm của ngôi sao, là 205 m/s.
Hiệu ứng Rossiterbit McLaughlin cho phép đo góc giữa mặt phẳng quỹ đạo của hành tinh và mặt phẳng xích đạo của ngôi sao. Đây là phù hợp tốt. Bằng cách tương tự với HD 149026 b, sự hình thành của hành tinh là hòa bình và có thể liên quan đến các tương tác với đĩa tiền đạo. Một góc lớn hơn nhiều sẽ gợi ý sự tương tác dữ dội với các protoplanet khác.

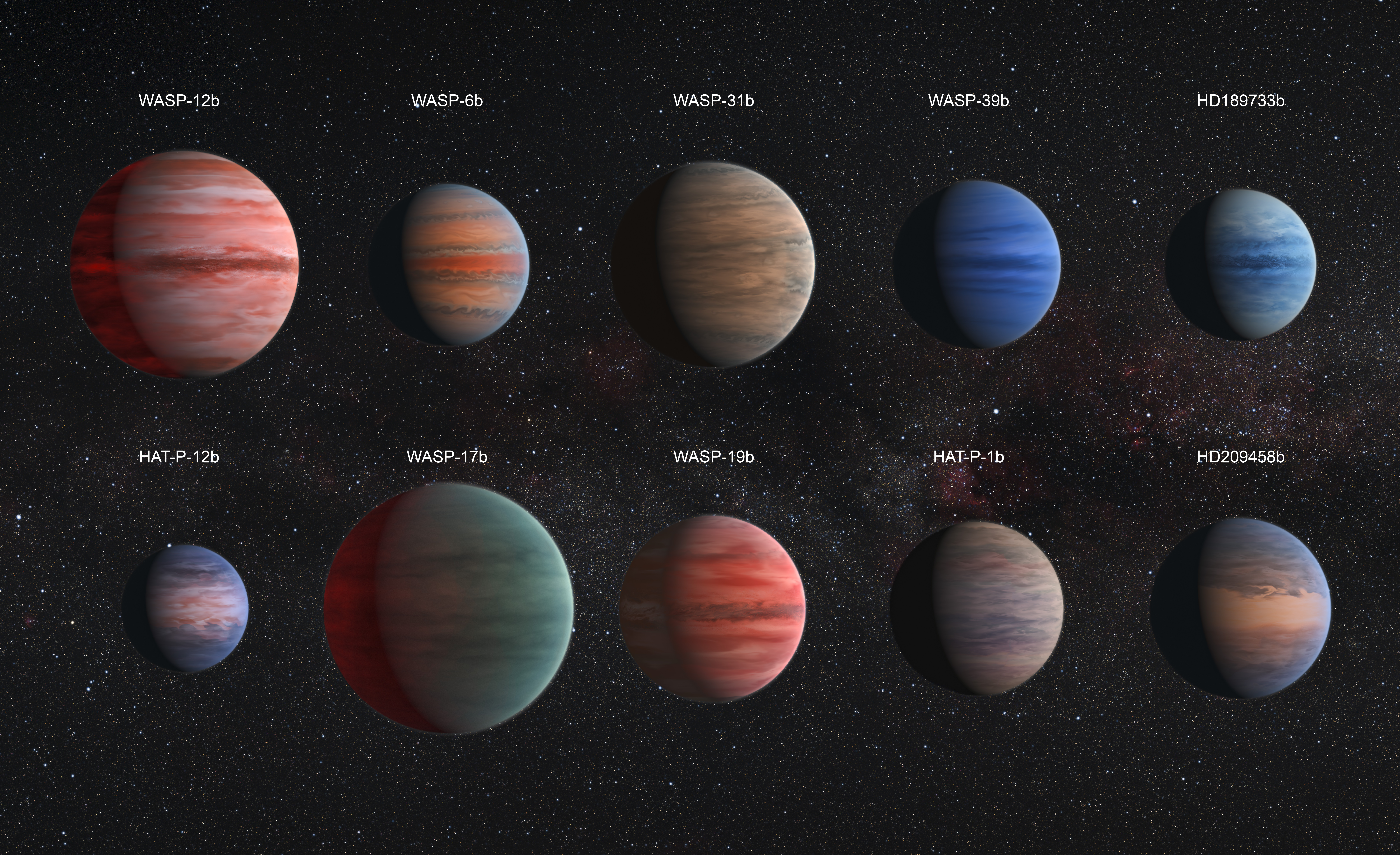
So sánh các ngoại hành tinh "Sao Mộc nóng" (hình ảnh minh họa).
Từ trái sang phải: WASP-12b, WASP-6b, WASP-31b, WASP-39b, HD 189733b, HAT-P-12b, WASP-17b, WASP-19b, HAT-P-1b và HD 209458b.

## Tranh cãi về tương tác giữa các hành tinh
Vào năm 2008, một nhóm các nhà thiên văn học lần đầu tiên mô tả làm thế nào khi ngoại hành tinh quay quanh HD 189733 A đạt đến một vị trí nhất định trong quỹ đạo của nó, nó gây ra sự bùng nổ của sao. Vào năm 2010, một nhóm khác đã phát hiện ra rằng mỗi lần họ quan sát ngoại hành tinh tại một vị trí nhất định trên quỹ đạo của nó, họ cũng phát hiện ra các tia sáng tia X. Nghiên cứu lý thuyết từ năm 2000 cho thấy một ngoại hành tinh rất gần ngôi sao mà nó quay quanh có thể gây ra sự bùng phát do sự tương tác của từ trường của chúng, hoặc do lực thủy triều. Năm 2019, các nhà thiên văn học đã kết hợp dữ liệu từ Đài thiên văn Arecibo, MOST và Kính viễn vọng quang điện tự động, bên cạnh các quan sát lịch sử của ngôi sao ở bước sóng vô tuyến, quang học, tia cực tím và tia X để kiểm tra các tuyên bố này. Phân tích của họ cho thấy các tuyên bố trước đó đã được phóng đại và ngôi sao chủ không thể hiển thị nhiều đặc điểm độ sáng và quang phổ liên quan đến các vùng hoạt động của sao và các mặt trời hoạt động, bao gồm các vết đen mặt trời. Họ cũng nhận thấy rằng các tuyên bố đã không đứng vững trong phân tích thống kê, do có nhiều tia sáng sao được nhìn thấy bất kể vị trí của ngoại hành tinh, do đó làm lộ ra các tuyên bố trước đó. Từ trường của ngôi sao chủ và ngoại hành tinh không tương tác và hệ thống này không còn được tin là có "tương tác giữa hành tinh sao".